# Daniel Benzali
Daniel Benzali (Río de Janeiro, 20 de enero de 1950) es un actor brasileño-estadounidense de teatro, cine y televisión.

## Primeros años
Benzali nació en Río de Janeiro de padres judíos brasileños. Es el segundo de los tres hijos nacidos de un padre que era actor en el teatro yidis en Nueva York y una madre que era ama de casa.

## Carrera
Benzali era un actor de teatro cuando en 1985 tuvo un papel en la película de James Bond A View to a Kill como W.G. Howe, el director del Departamento de Petróleo y Minas, con sede en el Ayuntamiento de San Francisco. Su personaje murió disparado en su oficina por el personaje de Christopher Walken, Max Zorin.
Después de eso, comenzó a hacer papeles invitados en series de televisión como Star Trek: La nueva generación, The X-Files, y L. A. Law. El creador de L. A. Law Steven Bochco quedó tan impresionado con el desempeño de Benzali que lo contrató para el rol protagónico de la serie de 1995 Murder One, interpretando al abogado Ted Hoffman. Por este papel fue nominado para un premio Globo de Oro. Benzali protagonizó en la serie The Agency y en películas tales como By Dawn's Early Light (1990), Asesinato en la Casa Blanca (1997) y La zona gris (2001). También apareció en la serie posapocalíptica Jericho como el enigmático exdirector del Departamento de Seguridad Nacional Thomas Valente. Más recientemente actuó en la serie de televisión de FX Nip/Tuck como el psicoterapeuta del personaje principal y más tarde su paciente, el Dr. Griffin.
Benzali también ha interpretado teatro musical. Él interpretó a Juan Domingo Perón en la presentación en Londres de Evita e interpretó al director de cine Max von Mayerling, junto a Patti LuPone, en el reparto original (1993) de Sunset Boulevard de Andrew Lloyd Webber. Benzali había aparecido previamente en Broadway en El violinista en el tejado y otras pequeñas producciones.
En diciembre de 2010 Benzali se unió al elenco de General Hospital. Benzali interpretó a un personaje llamado Theodore Hoffman, una referencia a su papel en la serie televisiva de mediados de los años 90 Murder One. El personaje de Benzali también es conocida como "El Balcan", un señor del crimen internacional.